# Isognathus seyron
Isognathus seyron är en fjärilsart som beskrevs av Walker 1856. Isognathus seyron ingår i släktet Isognathus och familjen svärmare. Inga underarter finns listade i Catalogue of Life.